# حنا مالك
حنا مالك هو (1900 - 1991) رجل قضاء من سوريا.

## حياته
ولد حنا مالك في 28 تشرين الأول (أكتوبر) 1900 في راشيا الوادي (البقاع، لبنان) التابعة لدمشق (سورية) حينها. توفي في دمشق في 5 تشرين الثاني (نوفمبر)1991 .
تابع دراسته في مختلف المدارس الأهلية في زحلة (لبنان) ودمشق وكذلك في الجامعة الأميركية في بيروت. نال الإجازة في الحقوق من معهد الحقوق بدمشق عام 1924
دخل سلك القضاء مباشرة وشغل وظائف عديدة: قاض في المحاكم المختلطة (الفرنسية-السورية)، قاضي التحقيق، قاضي الصلح، رئيس محكمة، مستشار لدى محكمة الاستئناف، محام عام لدى محكمة الجنايات، نائب الجمهورية، مفتش عدلية، نائب عام لدى محكمة التمييز (النقض) والمحكمة الدستورية العليا.
في عام 1954 انتقل إلى الإدارة وعين أمين عام لرئاسة مجلس الوزراء. في عام 1958 عند قيام الوحدة مع مصر والجمهورية العربية المتحدة، أصبح الأمين العام لرئاسة الجمهورية في الإقليم الشمالي.
صدر قرار رئاسي بتسريحه بتاريخ 17 كانون الثاني (يناير) 1959 بتوقيع الرئيس جمال عبد الناصر.
بالإضافة لنشاطه الوظيفي، لعب دورا هاما في الملة المسيحية الأرثوذكسية. كان له الفضل في وضع قوانين الأحوال الشخصية التي لا تزال سارية المفعول.
كان له كذلك دور هام في الأنشطة الماسونية في سورية ولبنان. حاز على درجة الأستاذ الأعظم 33
منح عدة أوسمة مدنية وكنسية رفيعة، مثل أوسمة الاستحقاق والإخلاص السوريين من الدرجة الممتازة، الكوكب الأردني، الجمهورية المصري. وكذلك أوسمة صليب القديس مرقس (الإسكندرية)، الصليب الذهبي للقبر المقدس (القدس)، صليب القديسين بطرس وبولس (دمشق)...

## مؤلفاته
- «الوجيز في الحقوق الجزائيّة» عام 1950، وطبع ثانية عام 1952. درّسه في كلّيّة الشرطة بدمشق
- «الأحوال الشخصيّة ومحاكمها للطوائف المسيحيّة في سورية ولبنان». دار النهار للنشر، بيروت 1972. وصدرت طبعة ثانية موسّعة عام 1978.
- «الدولة والقوميّة العربيّة والدين والوحدة»، مطابع ألف باء الأديب، دمشق 1986.
- «المذكّرات» طبعت بدار النهار اللبنانية بتاريخ ١٢ فبراير   ٢٠٢٥ بإشراف نجله البروفيسور نبيل مالك وزميله البرفيسور جان بول ايرار وقدم لها الأستاذ سامي مروان مبيض

قالات والبحوث.